# Jaroslav Levinský
Jaroslav Levinský (* 11. února 1981 Valašské Meziříčí) je český tenisový trenér a bývalý profesionální tenista. Na turnajích okruhu ATP World Tour hrál jen čtyřhru, většinou s krajanem Františkem Čermákem. V průběhu kariéry vyhrál 5 turnajů ATP ve čtyřhře.
Kariéru ukončil po US Open 2014. Trénoval Slovenku Annu Karolínu Schmiedlovou, následně dva roky trénoval Kristýnu Plíškovou, než se jejich cesty v dubnu 2021 rozešly. Později vedl Ukrajinku Katerynu Baindlovou a od roku 2023 trénuje Lasla Djereho.

## Finálová utkání na turnajích Grand Slamu

### Smíšená čtyřhra

#### Porážka ve finále (1)
| Rok  | Turnaj          | Partnerka             | Vítězové                   | Výsledek |
| 2010 | Australian Open | Jekatěrina Makarovová | Leander Paes Cara Blacková | 7–5, 6–3 |

## Finálové účasti na turnajích ATP World Tour (15)

### Čtyřhra - výhry (5)
| Legenda                                                       |
| ATP International Series Gold / ATP World Tour 500 Series (0) |
| ATP International Series / ATP World Tour 250 Series (5)      |

| Č. | Datum             | Turnaj                 | Povrch  | Partner         | Soupeři ve finále                    | Výsledek       |
| 1. | 18. červenec 2004 | Amersfoort, Nizozemsko | antuka  | David Škoch     | José Acasuso Luis Horna              | 6-0, 2-6, 7-5  |
| 2. | 5. únor 2006      | Záhřeb, Chorvatsko     | koberec | Michal Mertiňák | Davide Sanguinetti Andreas Seppi     | 7-67, 6-1      |
| 3. | 30. červenec 2006 | Umag, Chorvatsko       | antuka  | David Škoch     | Guillermo García-López Albert Portas | 6-4, 6-4       |
| 4. | 13. červenec 2008 | Gstaad, Švýcarsko      | antuka  | Filip Polášek   | Stephane Bohli Stanislas Wawrinka    | 3-6, 6-2, 11-9 |
| 5. | 19. červenec 2009 | Båstad, Švédsko        | antuka  | Filip Polášek   | Robert Lindstedt Robin Söderling     | 1-6, 6-3, 10-7 |

### Čtyřhra - prohry (10)
| Legenda                                                   |
| ATP International Series / ATP World Tour 250 Series (10) |

| Č.  | Datum             | Turnaj                   | Povrch  | Partner          | Vítězové                             | Výsledek        |
| 1.  | 25. červenec 2004 | Umag, Chorvatsko         | antuka  | David Škoch      | José Acasuso Flávio Saretta          | 4-6, 6-2, 6-4   |
| 2.  | 31. říjen 2004    | Petrohrad, Rusko         | koberec | Dominik Hrbatý   | Arnaud Clément Michaël Llodra        | 6-3, 6-2        |
| 3.  | 5. březen 2006    | Las Vegas, Spojené státy | tvrdý   | Robert Lindstedt | Bob Bryan Mike Bryan                 | 6-3, 6-2        |
| 4.  | 15. říjen 2006    | Moskva, Rusko            | koberec | František Čermák | Fabrice Santoro Nenad Zimonjić       | 6-1, 7-5        |
| 5.  | 29. říjen 2006    | Lyon, Francie            | koberec | František Čermák | Julien Benneteau Arnaud Clément      | 6-2, 6-73, 10-7 |
| 6.  | 4. únor 2007      | Záhřeb, Chorvatsko       | koberec | František Čermák | Michael Kohlmann Alexander Waske     | 7-65, 4-6, 10-5 |
| 7.  | 6. květen 2007    | Mnichov, Německo         | antuka  | Jan Hájek        | Philipp Kohlschreiber Michail Južnyj | 6-1, 6-4        |
| 8.  | 29. červenec 2007 | Umag, Chorvatsko         | antuka  | David Škoch      | Lukáš Dlouhý Michal Mertiňák         | 6-1, 6-1        |
| 9.  | 2. srpen 2009     | Gstaad, Švýcarsko        | antuka  | Filip Polášek    | Marco Chiudinelli Michael Lammer     | 7-5, 6-3        |
| 10. | 4. říjen 2009     | Kuala Lumpur, Malajsie   | tvrdý   | Igor Kunicyn     | Mariusz Fyrstenberg Marcin Matkowski | 6-2, 6-1        |

## Postavení na žebříčku ATP na konci sezóny

### Dvouhra
| Rok    | 1998  | 1999   | 2000   | 2001   | 2002   | 2003   | 2004    |
| Pořadí | 1244. | ▲ 808. | ▲ 439. | ▲ 289. | ▼ 306. | ▼ 490. | ▼ 1175. |

### Čtyřhra
| Rok    | 1996  | 1997   | 1998    | 1999   | 2000   | 2001   | 2002   | 2003  | 2004  | 2005  | 2006  | 2007  | 2008  | 2009  |
| Pořadí | 1247. | ▲ 925. | ▼ 1311. | ▲ 532. | ▲ 400. | ▲ 155. | ▲ 100. | ▲ 89. | ▲ 57. | ▼ 60. | ▲ 27. | ▼ 43. | ▼ 81. | ▲ 37. |